# Nicole Zimmermann
Nicole Zimmermann (Rostock, RDA, 11 de mayo de 1980) es una deportista alemana que compitió en remo.
Ganó cinco medallas en el Campeonato Mundial de Remo entre los años 2002 y 2007. Participó en dos Juegos Olímpicos de Verano, ocupando el quinto lugar en Atenas 2004 y el séptimo en Pekín 2008, en la prueba de ocho con timonel.

## Palmarés internacional
| Campeonato Mundial | Campeonato Mundial | Campeonato Mundial | Campeonato Mundial |
| Año                | Lugar              | Medalla            | Prueba             |
| ------------------ | ------------------ | ------------------ | ------------------ |
| 2002               | Sevilla (España)   | Medalla de bronce  | Ocho con timonel   |
| 2003               | Milán (Italia)     | Medalla de oro     | Ocho con timonel   |
| 2006               | Eton (Reino Unido) | Medalla de plata   | Ocho con timonel   |
| 2006               | Eton (Reino Unido) | Medalla de bronce  | Dos sin timonel    |
| 2007               | Múnich (Alemania)  | Medalla de plata   | Dos sin timonel    |